# بروتين سكري

البروتينات السكرية أو  جليكوبروتين هي بروتينات تحتوي على سلاسل سكريات قليلة التعدد مرتبطة بالسلاسل الجانبية للأحماض الأمينية بروابط تساهمية. ترتبط الكربوهيدرات بالبروتين في التعديل أثناء الترجمة أو التعديل ما بعد الترجمة. تُعرف هذه العملية باسم الغلكزة. غالبًا ما تكون البروتينات المفرزة خارج الخلية مغلكزة.
في البروتينات التي تحتوي على أجزاء ممتدة خارج الخلية، غالبًا ما تكون الأجزاء خارج الخلية مغلكزة. عادةً ما تكون البروتينات السكرية أيضًا بروتينات غشائية مدمجة تلعب دورًا في التفاعلات بين الخلايا. يجب التمييز بين الغلكزة القائمة على الشبكة الإندوبلازمية للنظام الإفرازي والغلكزة العكوسة في العصارة الخلوية-النواة. يمكن تعديل البروتينات السكرية في العصارة الخلوية والنواة من خلال الإضافة القابلة للعكس لثمالة إن-أسيتيل غلوكوز أمين التي تعتبر متبادلة للفسفرة وقد تكون وظيفتها تأمين آلية تنظيمية إضافية تتحكم في الإشارات القائمة على الفسفرة. في المقابل، قد تكون الغلكزة الإفرازية الكلاسيكية ضرورية من الناحية الهيكلية. مثلًا، يمكن أن يؤدي تثبيط الغلكزة المرتبطة بالأسباراجين (المرتبطة بـN)، إلى منع عملية طي البروتين السكري المناسب ويمكن أن يكون التثبيط الكامل سامًا للخلية. في المقابل، يمكن تجاهل اضطراب معالجة الجليكان (الإزالة الإنزيمية/إضافة ثمالة الكربوهيدرات إلى الجليكان)، الذي يحدث في كل من الشبكة الإندوبلازمية وجهاز غولجي في الخلايا المعزولة (مع مثبطات الغليكوزيدات) ولكنه قد يؤدي إلى أمراض لدى الإنسان (اضطرابات الغلكزة الخلقية) ويمكن أن يكون قاتلًا في النماذج الحيوانية. لذلك، من المحتمل أن تكون المعالجة الدقيقة للجليكان هامة للوظائف الداخلية، مثل النقل الخلوي، لكن هذا الأمر قد يكون ثانويًا ضمن دورها في التفاعلات بين العامل الممرض والمضيف. ومن الأمثلة الشهيرة على هذا الأثر نظام الزمر الدموية ABO.
توجد أنواع مختلفة من البروتينات السكرية، لكن أكثرها شيوعًا هي البروتينات السكرية المرتبطة بـN والمرتبطة بـO، يتميز هذان النوعان من البروتينات السكرية باختلافات بنيوية تشير إلى تسميتها. تختلف البروتينات السكرية اختلافًا كبيرًا في تركيبها، فينتج عنها العديد من المركبات المختلفة مثل الأجسام المضادة أو الهرمونات. نظرًا لوظائفها واسعة النطاق ضمن الجسم، زاد الاهتمام باصطناع البروتينات السكرية للاستخدام الطبي. يوجد الآن عدة طرق لتجميع البروتينات السكرية، بما في ذلك إعادة التركيب وغلكزة البروتينات.
من المعروف أيضًا أن الغلكزة تحدث في البروتينات النووية الهيولية لتشكل إن-أسيتيل غلوكوز أمين-O.

## الروابط
تُشكل وحدات الكربوهيدرات 1-70% من تركيب البروتينات السكرية، وتَرتبط الوحدات مع بَعضها البَعض بإحدى النَوعين من الروابط وهيَ :
1. ( O- linked): حيث يَرتبط السُكر برابطة غلوكوزيدية مع مجموعة الهيدروكسيل (OH-) الموجودة في الحمض الأميني سيرين (Serine) أو ثريونين (Threonine) .
2. ( N- linked): حَيث يَرتبط السُكر مَع مجموعة (NH2) الموجودة في الحمض الأميني أسباراجين (Asparagines) .

## البنية
العنصر البنيوي الأساسي لجميع البروتينات السكرية هو عبارة سكريات قليلة التعدد مرتبطة ببروتين بروابط تساهمية. هناك 10 سكريات أحادية شائعة في جليكانات الثدييات بما في ذلك: الغلوكوز، الفوكوز، الزيلوز، المانوز، الغالاكتوز، إن-أسيتيل غلوكوز أمين، حمض الغلوكورونيك، حمض الايديورونيك، إن-أسيتيل-غالاكتوزأمين، حمض السيالين، و5-إن-أستيل حمض النيورأمينيك. ترتبط هذه الجليكانات بمناطق محددة من سلسلة الأحماض الأمينية البروتينية.
الشكلان الأكثر شيوعًا للبروتينات السكرية هما البروتينات السكرية المرتبطة بـN والمرتبطة بـO. يحتوي البروتين السكري المرتبط بـN على روابط بين الجليكان والنيتروجين الموجود في الحمض الأميني أسباراجين ضمن تسلسل البروتين. أما البروتين السكري المرتبط بـO، فهو الذي يتشكل عندما يرتبط السكر بذرة أكسجين موجودة في الحمض أميني سيرين أو ثريونين ضمن البروتين.
قد يختلف حجم وتركيب البروتين السكري إلى حد كبير، وتشكل الكربوهيدرات بين 1-70% من الكتلة الكلية للبروتين السكري. ضمن الخلية، تظهر البروتينات السكرية في الدم، أو النسيج البيني خارج الخلية، أو على السطح الخارجي للغشاء الخلوي، وتشكل جزءًا كبيرًا من البروتينات التي تفرزها الخلايا حقيقية النواة. لها مجموعة واسعة من التطبيقات ويمكن أن تعمل كمجموعة متنوعة من المواد الكيميائية بدءًا من الأجسام المضادة وانتهاءً بالهرمونات.

## أمثلة
من الأَمثلة على الوِحدات السُكرية التي من الممكن أن تتواجد في البروتينات السكرية:
1. سكريات أمينية آستيلية ( N-acetyl amino sugar).
2. هكسوز (Hexoses) مِثل : المانوز والغالاكتوز .
3. فوكوسي (L-fucose) .
4. حمض السياليك .

## وظائف
تَلعب البروتينات السُكرية عدة أدوار ووظائف منها :
1. تَدخل بعض البروتينات السُكرية في التركيب والالتصاق ، مثل : فايبرونكتين ولامينين .
2. تعمل كمضاد بعض الإنزيمات و كمواد شحمية .
3. تَعمل كَمواقع للتجديد في الخلايا .
4. تعتبر بعض الهرمونات والإنزيمات بروتينات سكرية .
5. يعتبر الكولاجين ، الفايبرين والإيلاستين بروتينات سكرية .